# Bettina Bannasch
Bettina Bannasch (* 1965) ist  eine deutsche Literaturwissenschaftlerin. Sie ist Professorin für Neuere Deutsche Literaturwissenschaft an der Universität Augsburg.

## Leben
Sie studierte von 1984 bis 1992 Germanistik, Soziologie, Erziehungswissenschaften und Kunstgeschichte in Heidelberg und an der Freien Universität Berlin.
Sie war von 1997 bis 2000 wissenschaftliche Mitarbeiterin am Sonderforschungsbereich Erinnerungskulturen der Justus-Liebig-Universität Gießen im Rahmen des Teilprojekts Individualisierung von Erinnerung im meditativ-memorativen Gedicht des 17. und 18. Jahrhunderts.
Seit 2010 ist sie an der Universität Augsburg als Professorin tätig.

## Forschungsschwerpunkte
- Deutsch-jüdische Literatur seit der Haskala
- Transnationalität und Transkulturalität (in) der Literatur; Exil- und Migrationsliteratur
- Literatur- und kulturwissenschaftliche Gedächtnisforschung
- Bildungstheorie und Text-Bild-Bezüge in der Literatur der Frühen Neuzeit bis zur Gegenwart
- Deutschsprachige Literatur Südosteuropas
- Literaturtheorie (postcolonial studies, gender studies, Gattungstheorie)
- Kinder- und Jugendliteratur

## Monographien und Herausgeberschaften
- Bannasch, Bettina; Schreckenberger, Helga; Steinweis, Alan E. (Hg.) (2016): Exil und Shoah. München: edition text + kritik (Exilforschung : ein internationales Jahrbuch ; 34).
- Bannasch, Bettina; Waldow, Stephanie (Hg.) (2008): Lust? : Darstellungen von Sexualität in der Gegenwartskunst von Frauen. München: Fink.
- Bannasch, Bettina; Hammer, Almuth (Hg.) (2004): Verbot der Bilder - Gebot der Erinnerung : mediale Repräsentationen der Schoah. Frankfurt ; New York: Campus.
- Bannasch, Bettina; Dingelmaier, Theresia; Dogramaci, Burcu (Hg.) (2024): Exil in Kinder- und Jugendmedien. Berlin: De Gruyter (Exilforschung; 41)
- Bannasch, Bettina (1997): Von vorletzten Dingen - Schreiben nach "Malina": Ingeborg Bachmanns "Simultan"-Erzählungen. Würzburg: Königshausen & Neumann (Epistemata: Reihe Literaturwissenschaft; 216).